# Krakowski Teatr Tańca
Krakowski Teatr Tańca dawniej Teatr Tańca GRUPAboso (1996–2008), powstał w 2008 roku. Założycielem Teatru i kierownikiem artystycznym jest Eryk Makohon. Krakowski Teatr Tańca od kilku lat działa przy Nowohuckim Centrum Kultury, gdzie realizuje przyjętą wcześniej strategię artystyczną oraz misję edukacyjną.
Teatr swoich scenicznych wypowiedzi nie zamyka w artystycznym monologu, przeciwnie każdy kolejny spektakl to próba rozmowy z widzem. Teatr jest metafizyczną przestrzenią wymiany myśli tancerzy, ich doświadczenia, a także miejscem wyzwania i rozwoju ich artystycznych osobowości. Proces, poszukiwanie, ruchowa i emocjonalna prawda oraz rozwój to najważniejsze pojęcia w słowniku grupy. Stąd właśnie pozytywna anachroniczność teatru, który rezygnuje z pracy projektowej, koncentrując się na wspólnym, długotrwałym poszukiwaniu w przeróżnych, czasem bardzo odległych dziedzinach, szukając często inspiracji także w polskiej tradycji teatralnej. Teatr pragnie stać się interaktywną platformą, laboratorium, w którym proces stanie się równie ważny co rezultat pracy, a rozwój i nowe doświadczenie będzie ważniejsze niż z góry założony efekt.
W 2008 roku zostało utworzone Stowarzyszenie Krakowski Teatr Tańca, którego celem jest wspieranie artystycznych i edukacyjnych działań Teatru.
Krakowski Teatr Tańca funkcjonuje w oparciu o wysiłek i zaangażowanie grupy tancerzy i choreografa. Ich działania obejmują nie tylko pracę artystyczną i edukacyjną, ale także techniczną i organizacyjną.
Od stycznia 2014 roku Krakowski Teatr Tańca funkcjonuje w ramach Krakowskiego Centrum Choreograficznego – samodzielnego działu Nowohuckiego Centrum Kultury.

## Spektakle
Jako Teatr Tańca GRUPAboso:
- 1996 10 lat fantazji
- 1997 Hormony
- 1998 Czajap
- 1999 Azymut absurdu
- 1999 Człowiekiem jestem
- 1999 Złoty cielec
- 2000 Tango. krakowskiteatrtanca.pl. [zarchiwizowane z tego adresu (2014-03-14)].
- 2001 Panaceum
- 2001 Jarzębina, jarzębina
- 2002 Columbus. krakowskiteatrtanca.pl. [zarchiwizowane z tego adresu (2014-03-14)].
- 2002 Wyznania kontrolowane. krakowskiteatrtanca.pl. [zarchiwizowane z tego adresu (2014-03-14)].
- 2002 0-700...
- 2003 Portret konwencjonalny. krakowskiteatrtanca.pl. [zarchiwizowane z tego adresu (2014-03-14)].
- 2003 Duety metafizyczne
- 2004 Człowiekiem jestem. krakowskiteatrtanca.pl. [zarchiwizowane z tego adresu (2014-03-14)].
- 2005 Koroner. krakowskiteatrtanca.pl. [zarchiwizowane z tego adresu (2014-03-14)].
- 2006 Kobieta z wydm. krakowskiteatrtanca.pl. [zarchiwizowane z tego adresu (2014-03-14)].
- 2006 Cicindela. krakowskiteatrtanca.pl. [zarchiwizowane z tego adresu (2014-03-14)].
- 2007 Jestestwa. krakowskiteatrtanca.pl. [zarchiwizowane z tego adresu (2014-03-14)].

Jako Krakowski Teatr Tańca:
- 2008 Ballada o Ciszy. krakowskiteatrtanca.pl. [zarchiwizowane z tego adresu (2014-03-14)].
- 2009 Siódma żona Ósmego. krakowskiteatrtanca.pl. [zarchiwizowane z tego adresu (2014-03-14)].
- 2010 Do you feel like coffe? (chor. Agata Syrek). krakowskiteatrtanca.pl. [zarchiwizowane z tego adresu (2014-03-14)].
- 2010 ...oraz, że Cię nie... (chor. Paweł Łyskawa, Agata Syrek). krakowskiteatrtanca.pl. [zarchiwizowane z tego adresu (2014-03-14)].
- 2010 Głody (chor. Paweł Łyskawa). krakowskiteatrtanca.pl. [zarchiwizowane z tego adresu (2014-03-14)].
- 2010 Dym
- 2010 Anakolut. krakowskiteatrtanca.pl. [zarchiwizowane z tego adresu (2014-03-14)].
- 2010 Takarazuka camp. krakowskiteatrtanca.pl. [zarchiwizowane z tego adresu (2014-03-14)].
- 2012 Kwadryga na Trzech. krakowskiteatrtanca.pl. [zarchiwizowane z tego adresu (2014-03-14)].
- 2012 Blondi. Próba. krakowskiteatrtanca.pl. [zarchiwizowane z tego adresu (2014-03-14)].
- 2013 Poliamoria. krakowskiteatrtanca.pl. [zarchiwizowane z tego adresu (2014-03-14)].

## Zespół
Kierownikiem artystycznym, choreografem i scenografem teatru jest Eryk Makohon. Do zespołu należą Monika Godek, Anna Chmiel-Kowalska, Barbara Kopała, Bartosz Kwapień, Paweł Łyskawa, Jacek Mikosz, Agata Syrek, Monika Świeca, Katarzyna Węglowska-Król, Marta Wołowiec, Katarzyna Żminkowska. Menedżerem zespołu jest Paweł Łyskawa.